# سیمرغ بلورین بهترین صدابرداری جشنواره فیلم فجر
سیمرغ بلورین بهترین صدابرداری جایزه‌ای است که هرساله در جشنوارهٔ فیلم فجر به بهترین صدابردار اهدا می‌شود.

## برندگان جایزه
| دوره | سال  | بهترین صدابردار                                  | نام فیلم                       |
| ---- | ---- | ------------------------------------------------ | ------------------------------ |
| ۱    | ۱۳۶۱ | این جایزه وجود نداشت                             | این جایزه وجود نداشت           |
| ۲    | ۱۳۶۲ | این جایزه وجود نداشت                             | این جایزه وجود نداشت           |
| ۳    | ۱۳۶۳ | این جایزه وجود نداشت                             | این جایزه وجود نداشت           |
| ۴    | ۱۳۶۴ | این جایزه وجود نداشت                             | این جایزه وجود نداشت           |
| ۵    | ۱۳۶۵ | جهانگیر میرشکاری و اصغر شاهوردی و بهروز معاونیان | خانه دوست کجاست؟ و اجاره‌نشین‌ها |
| ۶    | ۱۳۶۶ | پرویز آبنار و مسعود بهنام                        | آن سوی آتش                     |
| ۷    | ۱۳۶۷ | بهروز معاونیان و اصغر شاهوردی                    | نار و نی                       |
| ۸    | ۱۳۶۸ | جهانگیر میرشکاری و حسن زاهدی                     | زیر بام‌های شهر                 |
| ۹    | ۱۳۶۹ | پرویز آبنار                                      | پرده آخر                       |
| ۱۰   | ۱۳۷۰ | محمود سماک باشی                                  | مسافران                        |
| ۱۱   | ۱۳۷۱ | جهانگیر میرشکاری و ساسان باقرپور                 | هنرپیشه                        |
| ۱۲   | ۱۳۷۲ | بهمن حیدری                                       | همسر                           |
| ۱۳   | ۱۳۷۳ | بهروز معاونیان و اصغر شاهوردی                    | کیمیا                          |
| ۱۴   | ۱۳۷۴ | نظام‌الدین کیایی                                  | نون و گلدون                    |
| ۱۵   | ۱۳۷۵ | جهانگیر میرشکاری                                 | سرزمین خورشید                  |
| ۱۶   | ۱۳۷۶ | عباس رستگارپور                                   | درخت جان                       |
| ۱۷   | ۱۳۷۷ | بهمن اردلان                                      | هیوا                           |
| ۱۸   | ۱۳۷۸ | جهانگیر میرشکاری                                 | متولد ماه مهر                  |
| ۱۹   | ۱۳۷۹ | یدالله نجفی                                      | باران                          |
| ۲۰   | ۱۳۸۰ | یدالله نجفی، ناصر شکوهی نیا                      | امتحان                         |
| ۲۱   | ۱۳۸۱ | اعطا نشد                                         | اعطا نشد                       |
| ۲۲   | ۱۳۸۲ | حسن زاهدی                                        | شهر زیبا                       |
| ۲۳   | ۱۳۸۳ | یدالله نجفی                                      | بید مجنون                      |
| ۲۴   | ۱۳۸۴ | یدالله نجفی و ناصر شکوهی نیا                     | زمستان است                     |
| ۲۵   | ۱۳۸۵ | حسن زاهدی و داریوش صادقپور                       | پابرهنه در بهشت                |
| ۲۶   | ۱۳۸۶ | ایرج شهزادی                                      | آتش سبز                        |
| ۲۷   | ۱۳۸۷ | حسن زاهدی                                        | درباره الی                     |
| ۲۸   | ۱۳۸۸ | وحید مقدسی لئو لو                                | بیداری رؤیاها ملک سلیمان       |
| ۲۹   | ۱۳۸۹ | محمود سماک‌باشی                                   | جدایی نادر از سیمین            |
| ۳۰   | ۱۳۹۰ | ساسان نخعی                                       | بوسیدن روی ماه                 |
| ۳۱   | ۱۳۹۱ | یدالله نجفی                                      | قاعده تصادف                    |
| ۳۲   | ۱۳۹۲ | بهمن اردلان                                      | چ                              |
| ۳۳   | ۱۳۹۳ | محمود سماک‌باشی                                   | من دیه‌گو مارادونا هستم         |
| ۳۴   | ۱۳۹۴ | حسین مهدوی و سعید بجنوردی                        | لانتوری                        |
| ۳۵   | ۱۳۹۵ | پرویز آبنار                                      | فِراری                          |
| ۳۶   | ۱۳۹۶ | رشید دانشمند                                     | تنگه ابوقریب                   |
| ۳۷   | ۱۳۹۷ | ایرج شهزادی                                      | متری شیش و نیم                 |
| ۳۸   | ۱۳۹۸ | مهدی صالح‌کرمانی                                  | شنای پروانه                    |
| ۳۹   | ۱۳۹۹ | رشید دانشمند                                     | یدو                            |
| ۴۰   | ۱۴۰۰ | مسیح حدپور سراج                                  | موقعیت مهدی                    |
| ۴۱   | ۱۴۰۱ | امیر نوبخت                                       | یادگار جنوب                    |
| ۴۲   | ۱۴۰۲ | امیر عاشق حسینی                                  | قلب رقه                        |
| ۴۳   | ۱۴۰۳ | میثم یاردیلو                                     | گوزن‌های اتوبان                 |